# Pixilation
Pixilation é uma técnica de animação stop-motion na qual atores vivos são utilizados e captados quadro a quadro (como fotos), criando uma sequência de animação. A pixilation pode ser considerada uma das mais antigas técnicas de animação, utilizada pela primeira vez em 1911 no filme Jobard ne peut pas voir les femmes travailler pelo francês Émile Cohl. Esta técnica é muito utilizada em vários programas e filmes na França.
De acordo com Marcos Magalhães, "seu nome esquisito vem do inglês, de uma expressão pouco usada mesmo nesta língua, “pixilate”, que quer dizer “enfeitiçar”, “eletrizar”. Não tem nada a ver com o “pixel” do computador, como muitas pessoas imaginam".
Um dos usos mais famosos da técnica foi no videoclipe de "The Hardest Button to Button", presente no quarto álbum do duo americano The White Stripes. Nesse clipe, a bateria de Meg White e o amplificador e microfone de Jack White vão se multiplicando em vários lugares, como uma calçada, um gramado e até uma estação de metrô da PATH.